# Johnny Pesky
John Michael Pesky (27 septembre 1919 - 13 août 2012) est un joueur d'arrêt-court et de troisième but ayant joué dans les Ligues majeures de baseball pendant 10 saisons de 1942 à 1954. Sélectionné pour le match des étoiles en 1946, Johnny Pesky est surtout connu pour ses années avec les Red Sox de Boston et pour avoir été le meilleur frappeur de coups sûrs de la Ligue américaine à trois reprises.

## Carrière de joueur

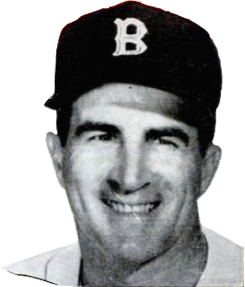
Johnny Pesky en uniforme comme pilote des Red Sox de Boston en 1963.

Né à Portland en Oregon aux États-Unis, Johnny Pesky est mis sous contrat par les Red Sox de Boston en 1940. Il fait ses débuts dans le baseball majeur le 14 avril 1942. Il mène tout le baseball avec 205 coups sûrs à son année recrue, qu'il termine avec 51 points produits, 105 points marqués et une moyenne au bâton de ,331 en 147 parties. Il termine troisième au vote annuel désignant le joueur par excellence de la Ligue américaine derrière Joe Gordon des Yankees de New York et son coéquipier des Red Sox Ted Williams.
Pesky rate trois saisons pour servir dans l'armée américaine durant la Seconde Guerre mondiale. Il effectue un retour remarqué chez les Red Sox en 1946. Cette année-là, il honore sa seule sélection au match des étoiles du baseball majeur, frappe pour ,335 avec 55 points produits et mène la Ligue américaine avec 208 coups sûrs. En 1946, Pesky aide les Red Sox à remporter le championnat de la Ligue américaine. Il obtient 7 coups sûrs au total dans les 7 parties de Série mondiale où les Bostonnais s'inclinent face aux Cardinals de Saint-Louis. Dans le dernier match le 15 octobre, avec une égalité de 3-3 en fin de 8e manche, les Cardinals ont Enos Slaughter au premier but après deux retraits lorsque Harry Walker frappe un coup sûr au centre-champ-gauche par-dessus la tête de Pesky, qui joue à l'arrêt-court. Slaughter étonne la défensive des Sox en décidant de courir jusqu'au marbre. Pesky capte le relais de Leon Culberson, qui a récupéré la balle au champ extérieur, mais hésite une fraction de seconde avant de diriger son tir au receveur Roy Partee. Slaughter marque le point gagnant. Pesky fut parfois blâmé, à tort ou à raison, pour cette brève hésitation sur le jeu déterminant de la série.
En 1947, il est premier de tout le baseball majeur avec 207 coups sûrs et sa moyenne au bâton s'élève à ,324. Pesky réussit au moins 150 coups sûrs durant 7 saisons consécutives (1942, 1946-1951) pour Boston. Sa moyenne au bâton est supérieure à ,300 six fois en sept ans, l'année 1948 étant la seule exception. Il produit un record personnel de 69 points en 1949 et marque 100 points ou plus dans ses six premières campagnes avec les Sox, dont un sommet de 124 points comptés en 1948.
Pesky est échangé aux Tigers de Détroit durant la saison 1952. Au cours de la saison 1954, les Tigers le transfèrent aux Senators de Washington, où il termine sa carrière.
En 10 saisons dans les Ligues majeures, Johnny Pesky a disputé 1270 matchs et obtenu 1455 coups sûrs, affichant une moyenne au bâton de ,307. Il a joué 1029 de ces parties pour les Red Sox de Boston, y réussissant 1277 coups sûrs. Il a complété sa carrière avec 17 circuits, 404 points produits, 867 points marqués et 53 buts volés. Pesky a joué la plupart de ses matchs (591) à la position d'arrêt-court mais pouvait aussi bien évoluer au troisième but (460 matchs) et au deuxième but (137 matchs).

## Carrière d'instructeur
Après sa retraite de joueur, Pesky est instructeur dans les ligues mineures pour un club-école des Yankees de New York (1955), puis est manager de clubs affiliés aux Tigers de Détroit (1956-1960) et aux Red Sox de Boston (1961-1962).
En 1963, Pesky remplace Pinky Higgins comme gérant des Red Sox de Boston dans la Ligue majeure. L'équipe connaît peu de succès au cours des deux saisons où Pesky est à la barre. Elle termine septième et huitième respectivement dans la Ligue américaine. Après une année 1963 de 76 victoires et 85 défaites, les Red Sox présentent une fiche de 72-90 en 1964. Pesky est aux commandes pour 70 victoires et est remplacé par Billy Herman pour les deux dernières parties de la campagne. 
Pesky part pour 4 ans chez les Pirates de Pittsburgh. Il est leur instructeur au premier but de 1965 à 1967. En 1968, il dirige le club-école de la franchise dans la Ligue internationale, au niveau Triple-A.
De 1968 à 1974, Pesky est commentateur lors des matchs des Red Sox à la radio et à la télévision. Il revient comme instructeur à Boston en 1975, d'abord comme instructeur de premier but puis comme instructeur des frappeurs et adjoint sur le banc à Don Zimmer. Il remplace Zimmer comme gérant pour les 5 dernières parties de la saison 1980, pour terminer sa carrière dans ce rôle avec 147 victoires et 179 défaites en 326 parties à la barre des Red Sox. Pesky demeure instructeur à Boston jusqu'en 1984 mais rate toute la saison 1983 pour raisons de santé.

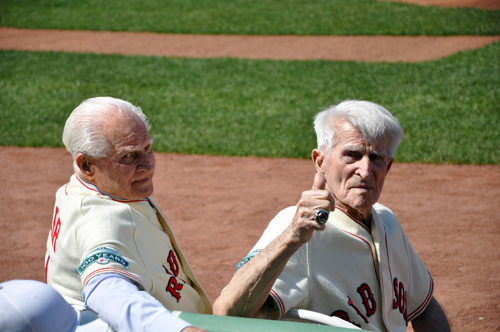
Bobby Doerr et Johnny Pesky (à droite) le 20 avril 2012 aux cérémonies du du Fenway Park de Boston.

En 1990, à l'âge de 70 ans, Pesky est gérant par intérim des Red Sox de Pawtucket dans les ligues mineures.
De 1991 à 2006, Pesky est régulièrement invité à assister aux matchs des Red Sox de Boston de l'abri des joueurs. Il est instructeur spécial ou assistant au directeur gérant durant cette période, prolongeant à 6 décennies son association avec cette franchise. En mars 2007, le baseball majeur décide de limiter à 6 personnes le nombre d'instructeurs pouvant demeurer dans l'entourage du club durant les matchs. Il assiste à la Série mondiale 2004, qui marque le premier championnat des Sox depuis l'automne 1918. L'année suivante, Pesky est l'une des légendes des Red Sox invitées à hisser au Fenway Park la bannière commémorant le triomphe de l'équipe. Il fait aussi partie des invités trois ans plus tard pour célébrer la conquête de la Série mondiale 2007.
Le 23 septembre 2008, pour souligner le 89e anniversaire de naissance de Pesky, les Red Sox de Boston retirent le numéro 6 qu'il porta avec l'équipe durant sa carrière de joueur (il portait le 22 comme manager). Il devient le sixième membre de la franchise à avoir son numéro retiré et le premier du groupe à ne pas être élu au Temple de la renommée du baseball.
Le poteau de démarcation au champ droit du Fenway Park est officiellement baptisé « Pesky Pole ». Le 20 avril 2012, Pesky est l'une des légendes des Red Sox à être présent au Fenway Park pour le 100e anniversaire du célèbre stade de baseball.
Johnny Pesky meurt le 13 août 2012 à Danvers, Massachusetts, à l'âge de 92 ans.